# Rittmeister (Wehrmacht)
Rittmeister (izvirno nemško Rittmeister) je bil častniški čin v nemškem Heeru (kopenski vojski), ki je bil uporabljen za častnike konjenice namesto čina stotnika.
Nižji čin je bil nadporočnik, medtem ko je bil višji major. V drugi veji Wehrmachta (Kriegsmarine) mu je ustrezal čin kapitanporočnika, medtem ko mu je v Waffen-SS ustrezal čin SS-Hauptsturmführerja.
V specialističnih rodovih mu je ustrezal čin: Stabsarzt (vojaška medicina), Stabsveterinär (vojaška veterina), Stabsrichter (vojaško pravo) in Heereshilfspfarrer (vojaško kaplanstvo) (vsi v Heeru) in Hauptingenieur (v Luftwaffe).

## Oznaka čina
Oznaka čina stotnika je bila sledeča:
- naovratna oznaka čina (t. i. Litzen) je bila enaka za vse častnike in sicer dve ob strani povezani črti, pri čemer se je razlikovala barva podlage glede na rod oz. službo;
- naramenska oznaka čina je bila sestavljena iz štirih vrvic, ki so bile pritrjene na črno podlago v obliki U in dveh zvezde, pri čemer se je barva obrobne vrvice različna glede na rod oz. službo;
- narokavna oznaka čina (na zgornjem delu rokava) za maskirno uniformo je bila sestavljena iz treh zelenih črt in enega para stiliziranih hrastovih listov na črni podlagi.

Galerija
- Naovratna oznaka čina
- Naramenska oznaka čina
- Narokavna oznaka čina